# Bacolod, Lanao del Norte

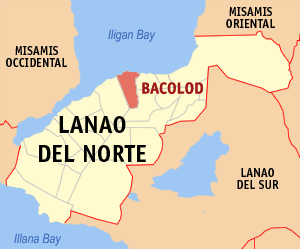
Bản đồ Lanao del Norte với vị trí của Bacolod

Để đọc bài về thành phố ở Negros Occidental, xem Thành phố Bacolod.
Bacolod là một đô thị hạng 5 ở tỉnh Lanao del Norte, Philippines. Theo điều tra dân số năm 2007, đô thị này có dân số 19.872 người.

## Các đơn vị hành chính
Bacolod được chia ra 16 barangay.
| - Alegria - Babalaya - Babalayan Townsite - Binuni - Demologan - Demarao - Esperanza - Kahayag | - Liangan East - Punod (Maliwanag) - Mate - Minaulon - Pagayawan - Poblacion Bacolod - Rupagan - Delabayan West |